# 雪人兄弟
《雪人兄弟》是1990年由東亞企劃推出的大型電玩。遊戲分類為固定画面的動作遊戲。
日本国外的遊戲名稱則稱為「Snow Bros. - Nick & Tom」（雪人兄弟 – 尼克&湯姆）。

## 概要
這部作品由以射擊遊戲而聞名的老牌遊戲公司‧東亞企畫推出，並與它們之前發售的作品有著明確的區別。
登場角色採用三頭身的可愛造型。敵人角色也因此跟著變形化。
之後推出續集「おてんきパラダイス」（副標題：雪人兄弟2，1994年），事實上這也是東亞企劃的最後作品（由於公司在推出該作後不久就倒閉，因此改由別家廠商發售）。
2022年5月19日在任天堂Switch推出重制版《雪人兄弟特别版》（取得由持有東亞企劃著作權的日本TATSUJIN公司授權）。

## 遊戲内容

### 系統
分別由以下3種動作構成。
1. 用搖桿操作就能左右移動，並且有跳躍紐。
2. 對於敵人，按射擊紐就能用雪球固定住，將雪球推出去時就能擊倒敵人[1]。
3. 如果雪球滾動時有擊倒其他敵人的話，就能從敵人身上獲得物品或壽司（會因為不同方式而有不同的得分）。

如果能用1個雪球就將畫面上的所有敵人擊倒，還能得到裝有1萬分的「紅包袋」物品（使用連鎖的方式讓其他雪球跟著擊倒敵人也行。另外紅包袋的數量會因為關卡而不同）。
各自關卡的最後都會有魔王登場，必須用雪球攻擊到規定的次數才能過關。1關有10個，全5個舞台，總共全50面舞台（Gameboy版為全60個）。
重制版《雪人兄弟特别版》新增30个关卡以及新敌人，并追加新模式“怪物挑战”。

### 物品
- 紅藥水：提升速度
- 黃藥水：提升射程
- 藍藥水：提升射擊時的力量
- 綠藥水：一定時間能夠巨大化，無敵
- 玩家的臉標誌：一段時間停住敵人動作後，會另外出現四個圓形的怪物。將它們變成雪球就會浮現文字，將雪球推出去時就能獲得文字。（用雪球殺死怪物則無效。）收集到「S」「N」「O」「W」四個文字時就能加一命。

### 遊戲方式
- 能夠用雪球封鎖住敵人行動並且移動。
- 能夠騎著雪球跳躍。可利用這個技巧跳到平常無法跳上的地方。
- 跟著雪球滾動時，一段期間能夠無敵。

### 其他
本作特徵是移動系統以及能夠改變敵人的狀態並打倒它們，該特徵也普及到太東的「仙境故事」（1985年）、「泡泡龍」（1986年）、「木匠兄弟」（1989年）等遊戲，並由它們繼承下來。

## 工作人員
紅白機版
- 企劃：古川裕章
- 角色・設計：清水由美子，ないとうさなえ，たかだゆうこ
- 音樂：太田理，上村建也，すずきみきこ
- 首席軟體工程師：曽木洋一
- 軟體工程師：さいとうけいいち，はまだのりひと，かわむらみさこ
- 特別感謝：マイム・モンタナ，NANNINI MASAKO
- 導演：高野健一

## 備註
雖然在當時玩家之間的評價普遍不差，但卻沒有造成太大的話題。不過即使廠商破產，但其紅白機版、Mega Drive版，Game Boy版等不同版本至今依然價格高昂，特別是2017年時，有報告指出附有遊戲包裝盒的Game Boy版仍然可以賣到15000圓的價格。
1. 1 2 3 4 5  M.B.MOOK『懐かし遊戲ボーイパーフェクトガイド』 (ISBN 9784866400259)，51ページ

## 外部連結
- Snow Bros Lite - Google Play 的 Android app （页面存档备份，存于）
- 1990年代大型電玩「Snow Bros」在智慧型手機上登場｜スマホ遊戲ならアプリゲット
- 莫比游戏上的《Snow Bros. Nick & Tom》（英文）（英語）